# Пфарркирхен-Бад-Халль
Пфарркирхен-Бад-Халль (нем. Pfarrkirchen bei Bad Hall) — коммуна (нем. Gemeinde) в Австрии, в федеральной земле Верхняя Австрия. 
Входит в состав округа Штайр.  Население составляет 2124 человека (на 31 декабря 2005 года). Занимает площадь 11 км². Официальный код  —  41511.

## Политическая ситуация
Бургомистр коммуны — Херберт Плаймер (СДПА) по результатам выборов 2003 года.
Совет представителей коммуны (нем. Gemeinderat) состоит из 25 мест.
- СДПА занимает 12 мест.
- АНП занимает 11 мест.
- АПС занимает 2 места.